# Océanite de Swinhoe
Hydrobates monorhis
Espèce
Synonymes
- Oceanodroma monorhis
- Thalassodroma monorhis

Statut de conservation UICN

 NT  : Quasi menacé
L'Océanite de Swinhoe (Hydrobates monorhis, anciennement Oceanodroma monorhis) est une espèce de petits oiseaux de mer de la famille des Hydrobatidae.
Cet oiseau niche sur les côtes japonaises et littoraux avoisinants ; il hiverne dans le nord de l'océan Indien.